# Хили, Дороти Рэй
Дороти Рэй Хили (англ. Dorothy Ray Healey; 22 сентября 1914 — 6 августа 2006) — американская общественная и политическая деятельница левого толка, активистка Коммунистической партии США с конца 1920-х по 1970-е годы. В 1930-х годах она была одним из первых профсоюзных лидеров, отстаивающих права чикано и чернокожих как фабричных и сельскохозяйственных рабочих.
Одна из ведущих фигур Компартии в штате Калифорния в 1950-х и 1960-х, Хили выступила резкой противницей советского вторжения в Чехословакию в 1968 году и всё более противоречащий ортодоксальному просоветскому партийному руководству Гэса Холла. В итоге, она покинула КП США, чтобы присоединиться к Новому американскому движению, ставшему одним из учредителей Демократических социалистов Америки в 1982 году.

## Ранние годы
Хили родилась под именем Дороти Харриет Розенблюм (Dorothy Harriet Rosenblum) в Денвере в семье еврейских иммигрантов из Венгрии. Семья её отца, Розенблюмы, гордилась своим венгерским происхождением и считала себя скорее австро-венграми, чем евреями. С другой стороны, родные её матери были ортодоксальными евреями, а её дедушка по материнской линии служил шохетом.
Хили считалась так называемым «ребенком в красных подгузниках»: её мать приобщилась к социализму ещё в подростковом возрасте, прослушав в 1900 году лекцию Дж. Ститта Уилсона на эту тему, а затем приняла участие в создании Коммунистической партии Америки. Её отец был аполитичным коммивояжером, поставлявшим продукты в продуктовые магазины. Мать родила шестерых детей, один из которых умер при рождении, а другой — в раннем детстве.
Когда Дороти было шесть лет, семья переехала в Лос-Анджелес, где она в конечном итоге стала известна как «Красная королева Лос-Анджелеса». Когда ее отец переезжал по западу, его семья сопровождала его, и Дороти проучилась в 19 школах. В 14 лет она вступила в молодежную секцию Рабочей (коммунистической) партии, Союз молодых рабочих, а в 18 лет (в 1932 году) — в саму Коммунистическую партию. Свой первый опыт работы в качестве организатора. приобрела, когда по приказу комсомола устроилась на работу на фабрике по переработке персиков, зарабатывая 12 центов в час.

## Лидер в партии
Её активность подпитывали убеждения о социальной справедливости и обеспокоенность проблемами класса, расы, профсоюзов и труда. Хили стала успешной профсоюзной организаторкой и председателем КП США в Южной Калифорнии. В конце концов, она присоединилась к национальному руководству. Она наставляла многих молодых коммунистов и профсоюзных активистов. В 1950-х годах она и 14 других калифорнийцев были осуждены по антикоммунистического закону Смита за «сговор с целью отстаивать насильственное свержение правительства». Ей грозили пять лет тюрьмы и штраф в размере 10 000 долларов, однако Верховный суд отменил приговор.
В 1960-х годах ей снова угрожало тюремное заключение и крупный штраф в соответствии с законом эпохи маккартизма, известным как закон Маккаррана, когда она и другие отказались регистрироваться в качестве «агентов иностранного правительства» (логика заключалась в том, что КП США находилась под контролем Советского Союза). В 1965 году Верховный суд пересмотрел предыдущее решение и установил, что положение о регистрации нарушает гарантию Пятой поправки против самооговора.

## Разрыв с партией
Критический момент для неё наступил в 1956 году после прочтения речи Никиты Хрущёва «О культе личности и его последствиях», в которой раскрывались преступления, совершенные Иосифом Сталиным в СССР. С этого момента она открыто настаивала на том, чтобы Коммунистическая партия США поддерживала демократию и сократила свои связи с Советским Союзом.
Хотя многие другие, например писатель Говард Фаст, покинули КП США после разоблачений XX съезда КПСС, Хили попытался реформировать её изнутри. Её история рассказана в написанной вместе с историком Морисом Иссерманом книге «Воспоминания Дороти Хили: Жизнь в американской коммунистической партии», (Dorothy Healey Remembers: A Life in the American Communist Party, 1990), в которой она раскрыла «стремления, убеждения, иллюзии — и, в конечном итоге, разочарование — поколения молодых коммунистов», присоединившихся к движению до и во время Великой депрессии. 
Покинула свой руководящий партийный пост в 1968 году, после того как генсек СССР Леонид Брежнев санкционировал подавление войсками Советского Союза и Варшавского договора «социализма с человеческим лицом» в Чехословакии. Она оставалась в партии до 1973 года, однако не прекращала критиковать её руководство.

## Поздние годы
В 1974 году Хили присоединилась к Новому американскому движению (NAM), а в 1975 году стала членом его временного национального комитета. В 1982 году она поддержала слияние NAM с Демократическим социалистическим организационным комитетом, сформировавшее организацию Демократические социалисты Америки. Она обеспечила преемственность между активистами 1930-х годов и молодым поколением «новых левых», вдохновленным народным движением против войны во Вьетнаме. Она повлияла на сотни молодых активистов, которые позже внесли свой вклад в рабочее движение и общественные организации в районе Лос-Анджелеса.
Хили переехала в Вашингтон, округ Колумбия, в 1983 году, чтобы жить со своим сыном Ричардом Хили и помогать воспитывать внуков. В Лос-Анджелесе с 1959 года она вела передачи на Pacifica Radio, а в Вашингтоне она и Ричард совместно вели «Диалог», часовое шоу на WPFW по утрам в среду.
Дороти Рэй Хили была замужем за, по её собственным словам, «тремя хорошими людьми»: Лоном Шерманом, Доном Хили и Филиппом Коннелли. Все три брака закончились разводом.
Однажды она написала: «Моя ненависть к капитализму, который унижает и обесценивает людей, сейчас так же сильна, как и тогда, когда я вступила в Коммунистический союз молодежи в 1928 году. Я остаюсь коммунисткой, каковой и была всю свою жизнь, хотя уже и без партии».
Хили умерла от дыхательной недостаточности и пневмонии в возрасте 91 года в Еврейском доме Большого Вашингтона в Роквилле, штат Мэриленд.
Обширная коллекция статей Хили и других материалов по истории партии находится в архиве Калифорнийского государственного университета, библиотеки Лонг-Бич. Хили снялась в двух документальных фильмах: Seeing Red (1983) and Dorothy Healey: An American Red (1984).